# Trận Đồng Quan (211)
Trận Đồng Quan hay Chiến dịch Đồng Quan (chữ Hán: 潼關之戰 Đồng Quan chi chiến) là trận đánh chiến lược diễn ra giữa quân đội triều đình trung ương nhà Đông Hán do thừa tướng Tào Tháo thống lĩnh và các đội quân Tây Lương (liên quân Quan Trung) do các thế lực quân phiệt cát cứ Mã Siêu, Hàn Toại cầm đầu ở vùng Quan Tây xảy ra vào năm 211 tại thời kỳ Tam quốc trong lịch sử Trung Quốc.
Chiến trường tổng thể của trận chiến này diễn ra trên một phạm vi rộng lớn từ huyện Vị Nam thuộc tỉnh Thiểm Tây cho đến Bồ Châu – Sơn Tây, giao tranh diễn ra liên tục từ thành Trường An, cho đến lưu vực sông Vị Thủy, Hoàng Hà, núi Yên Định. Tuy vậy, mặt trận chính tập trung chủ yếu tại ải Đồng Quan và khu vực phụ cận. Cuộc chiến này được Tào Tháo khởi xướng trong chiến lược mở rộng lãnh thổ về phía Tây, xóa sổ các thế lực quân phiệt đang cát cứ tại Lương Châu, trấn áp sự chống đối của quân Tây Lương và các bộ tộc rợ Khương do Mã Siêu và Hàn Toại cầm đầu, loại bỏ mối nguy hại đối với hậu phương của triều đình trung ương nhà Hán (thực tế do tập đoàn thống trị Tào – Ngụy do Tào Tháo đứng đầu đang thao túng) củng cố sự thống trị ở phương Bắc, làm bàn đạp tiến xuống phương Nam, thống nhất Trung Quốc.
Trận chiến diễn ra quyết liệt với sự tham gia tham chiến đông đảo của các bên từ quân số cho đến thành phần chỉ huy, các đợt giao tranh diễn ra ở nhiều cấp độ từ những cuộc chạm trán nhỏ lẻ cho đến những trận đánh quy mô lớn. Ở trong chiến dịch này Mã Siêu đã chỉ huy quân Tây Lương gây ra nhiều khó khăn cho Tào Tháo, tuy nhiên bằng những phương án tác chiến hợp lý, Tào Tháo đã từng bước hóa giải được sức mạnh của Tây Lương, giành quyền chủ động trên chiến trường và kết thúc bằng một kế ly gián và thừa cơ đánh bại quân Tây Lương. Chiến thắng này của Tào Tháo có ý nghĩa quan trọng, giúp ông bình định được các thế lực cát cứ ở hậu phương nhà Hán và nhà Ngụy về sau, củng cố được thế lực của mình ở vùng này, trấn áp được các dân tộc thiểu số ở vùng Tây Bắc.
Trận đánh này được La Quán Trung đặc tả trong tác phẩm Tam Quốc Diễn nghĩa, theo đó đây là một trận chiến quy mô lớn, kịch tính, hấp dẫn; là cuộc đấu sức, đấu trí của chỉ huy hai bên.

## Nguyên nhân

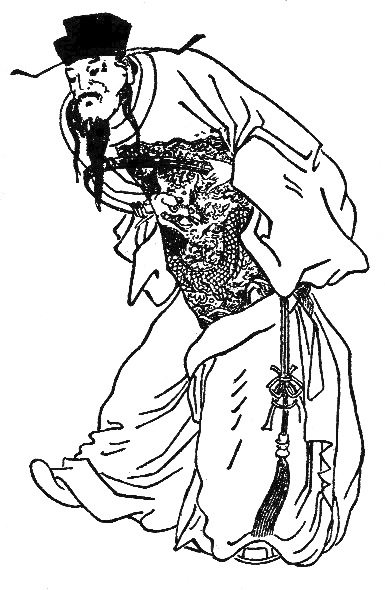
Tào Tháo và những toan tính chính trị

Trận chiến giữa tập đoàn thống trị Tào – Ngụy nhân danh Triều đình Nhà Hán và các thế lực cát cứ ở Tây Lương là một cuộc chiến sớm muộn cũng sẽ diễn ra, xuất phát từ những toan tính chính trị của các bên, trong đó có thể kể đến là chiến lược của Tào Tháo và sự cát cứ của Tây Lương làm ảnh hưởng không nhỏ đến chiến lược của Tào Tháo, cùng với những nghi kỵ cá nhân của lãnh đạo các bên và sự sách động của các lực lượng từ bên ngoài.
Nguyên nhân đầu tiên bắt đầu từ chiến lược bình định phương Bắc, chinh phục phương Nam của tập đoàn thống trị Tào Ngụy mà đứng đầu là Tào Tháo. Theo chiến lược này, trước hết, Tào Tháo tập trung ổn định hậu phương, cũng cố thế đứng ở phương bắc, thao túng triều chính, tiêu diệt các thế lực thực hiện chủ trương "ép thiên tử, sai khiến chư hầu", từ đó loại trừ các thế lực cát cứ còn sót lại ở phương Bắc. Nếu chiếm được Quan Trung, Tào Tháo có thể thực hiện được ý đồ thiết lập gọng kìm tấn công xuống vùng Giang Hán từ hai phía Tây và Bắc. Dù Tây Lương tuy ở xa so với triều đình trung ương nhưng đây là "viên sỏi trong đôi giày" cản trở mộng bá quyền của Tào Tháo, sự tồn tại của hai thế lực Mã Đằng (thực tế là Mã Siêu), Hàn Toại là một trong "Bốn điều đại kỵ" đối với quân Ngụy trong việc đánh phương Nam chính vì vậy trong luôn quan tâm và cảnh giác đối với lực lượng này.
Nguyên nhân thứ hai bắt nguồn từ sự cát cứ của tập đoàn quân phiệt ở Tây Lương, do Mã Siêu và Hàn Toại cầm đầu. Mặc dù trên danh nghĩa, tập đoàn quân phiệt Tây Lương là một địa phương thuộc triều đình nhà Hán, quy thuận và cống nộp đều đặn nhưng thực tế họ vẫn là một thế lực cát cứ, li khai khỏi triều đình từ cuối đời Hán Linh Đế.
Trước khi xuống miền Nam đánh Kinh Châu, Tào Tháo từng phái Chung Do đi ngoại giao để trấn an Mã Đằng và Hàn Toại khiến họ không gây hấn. Năm 208 (Kiến An thứ 13), Tào Tháo đã nhân danh Hán Hiến Đế triệu Mã Đằng về Hứa Đô bổ nhiệm làm Thái uý, ngoài mặt là phong chức nhưng kỳ thực để chia cắt với Hàn Toại đồng thời ông phong Mã Siêu làm Thiên Tướng quân, tước Đô Đình hầu, cho thay cha quản lý quân đội dưới quyền, còn gia tộc Mã Đằng với hơn hai trăm nhân khẩu thì chuyển toàn bộ đến Nghiệp Thành. Các chính sách vỗ về này nhằm làm cho các lực lượng ở Tây Lương mất cảnh giác để Tào Tháo thừa cơ công kích.

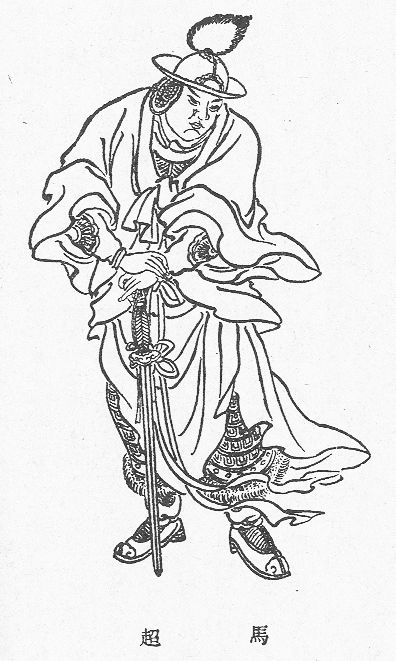
Mã Siêu hùng cứ tại Tây Lương

Tuy Mã Đằng đã vào Hứa Xương nhận chức, quy phục triều đình nhưng Mã Siêu cùng Hàn Toại vẫn đang nắm lực lượng quân đội khá mạnh, vẫn đang làm chủ thực sự ở Tây Lương. Tam Quốc chí cho biết:"Phiêu Kỵ quật khởi, liên kết các nơi, tập hợp thủ hạ, đứng đầu Tam Tần. Không những vậy Mã Siêu còn có dã tâm mở rộng ảnh hưởng của mình về phía Tây Xuyên để bành trướng thế lực, tăng cường sức mạnh của mình. Sự cát cứ của Mã Siêu là cản trở lớn đối với tham vọng bá quyền của Tào Tháo.
Trong Tam Quốc diễn nghĩa, La Quán Trung chủ yếu nêu bật vai trò "thủ lĩnh" của Mã Đằng, Mã Siêu chỉ là người chỉ huy quân Tây Lương sau khi Mã Đằng bị sát hại.

## Bối cảnh
Tháng 11 năm Kiến An thứ 13 (Công nguyên năm 208) Tào Tháo thất bại nặng nề ở trận Xích Bích, quân lực tổn thất nặng nề, về cơ bản thế "chân vạc" giữa ba tập đoàn Ngụy, Thục, Ngô đã cơ bản hình thành, địa vị chính trị của Tôn Quyền và Lưu Bị ngày càng được xác lập một cách rõ ràng. Thế lực của Lưu Bị và Tôn Quyền ngày càng mạnh, điều đó hình thành cục diện "Tam quốc" kiềm chế, cân bằng lẫn nhau. Cục diện đó khiến cho tập đoàn thống trị Tào Ngụy nhận định rằng thời cơ đánh xuống phía nam chưa chín muồi mà chủ trương bình định hậu phương, loại bỏ mối nguy hại sau lưng mà trước hết hãy chiếm lấy miền Quan Trung, tiêu diệt hai thế lực cát cứ ở Tây Lương là Mã Siêu, Hàn Toại. Vì vậy, trong hai năm 209 - 210, Tào Tháo "án binh bất động", thực hiện các chính sách vỗ về Tây Lương để làm họ mất cảnh giác, chờ cơ hội tấn công.
Trên danh nghĩa thì Mã Siêu, Hàn Toại đều ủng hộ Hán Hiến Đế và chư hầu Quan Trung đều cống nạp đều đặn cho triều đình, nếu Tào Tháo muốn xuất quân đánh họ thì không danh chính, ngôn thuận vì không có nguyên cớ. Cho nên, Tào Tháo thực hiện kế hoạch "đánh Quắc để diệt Ngu". Mùa xuân tháng 3 năm Kiến An thứ 16 (năm 211 sau Công nguyên), Tào Tháo cử Tư lệ Hiệu uý Chung Do và Chinh tây Hộ quân Hạ Hầu Uyên đem quân đi đánh Trương Lỗ đang trấn thủ ở Đông Xuyên, thảo phạt Hán Trung, lấy danh nghĩa đánh Hán Trung, nhưng thực tế là muốn thôn tính đất Quan Trung.
Ý đồ của Tào Tháo là nếu muốn đến Hán Trung thì phải đi qua Quan Trung, đại quân tiến về phía tây trên danh nghĩa là đi đánh Trương Lỗ, nhưng thực chất là gây sức ép với Mã Siêu, Hàn Toại khiến họ nghi ngờ Tào Tháo đánh mình từ đó có thể kích động sự chống đối của chư hầu đến lúc đó triều đình sẽ có lý do chính đáng để xuất quân chinh phạt Tây Lương.
Việc Tào Tháo phái cử Chung Do và Hạ Hầu Uyên đem quân đi đánh Hán Trung trong lộ trình có mượn đường đi qua Quan Trung làm các tướng ở Tây Lương lo ngại. Họ nhận thấy ông ta không đánh họ ở chỗ gần mà đánh Trương Lỗ ở xa và nghi ngờ đây là kế "đánh Quắc để diệt Ngu", thế là họ khởi binh chống lại, Mã Siêu và Hàn Toại cầm đầu trong số này. Tam quốc chí chép: Mã Siêu cùng với Hàn Toại hợp quân, lại gặp được bọn Dương Thu, Lý Kham, Thành Nghi mới cùng câu kết với nhau, tiến quân đến Đồng Quan. Tháng 9 năm 211, Tào Tháo dùng kế ly gián đánh bại liên minh Mã Siêu, Hàn Toại. Tháng 5 năm 212 (Công nguyên), Tào tháo vì lý do trả thù việc Mã Siêu khỏi binh chống lại mình nên đã giết Mã Đằng, đồng thời tru di tam tộc.
Tam Quốc diễn nghĩa hư cấu nội dung của vụ việc này: Tào Tháo từ lâu đã muốn trừ khử Mã Đằng nhưng chưa có cơ hội. Năm 211, theo kế của Tuân Du, Tào Tháo lấy danh nghĩa thiên tử triệu Mã Đằng về triều phong làm Chinh Nam tướng quân để phối hợp cùng với quân Tào đánh Đông Ngô nhưng thực chất là để cô lập và ám hại Mã Đằng. Mã Đằng biết được liền tìm kế chống lại Tào Tháo nhưng bị bại lộ. Ông cùng với hai người con là Mã Hưu, Mã Thiết bị bắt và bị giết, chỉ có người cháu Mã Đại cải trang chạy thoát được. Mã Siêu liên minh với Hàn Toại và các tướng ở Tây Lương dẫn quân đánh vào Hứa Xương để báo thù.
Về số phận của Mã Đằng, sử sách xác nhận rằng Mã Đằng không hề bị giết trong thời gian này, ông chỉ bị giam giữ cùng với gia tộc (trước đó Mã Đằng đã gửi gần toàn bộ gia tộc hơn 200 người của mình ở Nghiệp Thành làm con tin theo yêu cầu của Tào Tháo). Đến năm 212, sau khi giành chiến thắng, Tào Tháo về đến Hứa Xương, nhân danh Hán Hiến Đế hạ lệnh giết chết Mã Đằng đồng thời tru di tam tộc, giết hết những người cùng họ ở kinh thành vì lý do Mã Siêu khởi binh làm phản. Tam quốc chí cũng ghi nhận việc Mã Đằng ở kinh thành trong thời gian diễn ra trận chiến này và bị giết hại sau đó khi Tào Tháo quy về kinh thành.

## Tương quan

### Quân Tây Lương
Tam quốc chí của Trần Thọ chép: "Siêu cùng với các tướng ở Quan Trung là bọn Hầu Tuyển, Trình Ngân, Lý Kham, Trương Hoành, Dương Thu, Hàn Toại, gồm mười lộ quân, cùng làm phản, quân lính đông đến mười vạn người, chiếm giữ vùng Hà, Đồng, trại luỹ giăng hàng". Con số này được nhiều nhà nghiên cứu về lịch sử quân sự của Trung Quốc tán thành và cho rằng thực tế trong chiến dịch này, Mã Siêu liên kết với Hàn Toại cùng với 8 nơi khác ở Quan Trung và huy động được hơn 100 ngàn binh sĩ, lần lượt ra tập kết ở Đồng Quan 10 tướng lĩnh Tây Lương cất 10 vạn quân làm phản, Mã Siêu và Hàn Toại cầm đầu trong số này. Như vậy mỗi tướng chỉ huy khoảng một vạn quân.
Trong Tam Quốc diễn nghĩa, La Quán Trung hư cấu rằng tổng số quân mã Tây Lương tham gia chiến dịch này hơn 22 vạn quân, trong đó cả thảy 20 vạn quân xuất phát trong đợt đầu tiên và hơn 2 vạn quân trong các đợt tăng viện tiếp theo. Trong quá trình diễn biến chiến dịch ít nhất quân Tây Lương được tăng viện (thành phần chủ yếu là quân tinh nhuệ của các bộ lạc rợ Khương). Con số 20 vạn quân này được nhiều tác giả nghiên cứu nhắc lại trong các tác phẩm của mình khi viết về đề tài này.
Bộ Tổng chỉ huy quân Tây Lương trong chiến dịch này bao gồm: Mã Siêu, Hàn Toại, Hầu Tuyển, Trình Ngân, Lý Kham, Trương Hoành, Lương Hưng, Thành Nghi, Mã Ngoạn và Dương Thu, ngoài ra còn có Mã Đại và Bàng Đức là bộ tướng chỉ huy quân thiết kỵ của cánh quân Mã Siêu. Trong các tướng lĩnh này, cầm đầu là Mã Siêu và Hàn Toại. Mã Siêu là con trai cả của Mã Đằng thay cha quản lý cơ nghiệp của gia tộc họ Mã, là một hổ tướng nổi tiếng trong thiên hạ, có sức mạnh hơn người, can đảm, thiện chiến. Hàn Toại là anh em kết nghĩa với Mã Đằng, hiện đang giữ chức thái thú Tây Lương cũng là một thế lực cát cứ hùng mạnh ở địa phương. Trong số các tướng lĩnh nêu trên thì Mã Siêu và Bàng Đức là những hổ tướng dũng mãnh được lưu danh sử sách, Mã Đại về sau là tướng của nhà Thục Hán, các tướng lĩnh còn lại ít tên tuổi.

### Quân Tào
Trong chiến dịch này, không có một thống kê chính thức về tổng số binh mã của quân Tào đã tham gia chiến đấu. Một số thông tin được các tài liệu nêu không đầy đủ, như số quân do Từ Hoảng và Chu Linh bí mật vượt sông tập kết ở Đồ Bản là 4.000 nhân mã. Các con số này được các nhà nghiên cứu tán thành.

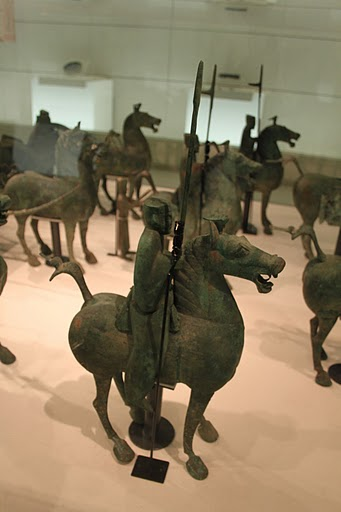
Trang bị của Kỵ binh nhà Đông Hán

Các tướng lĩnh được sử sách ghi nhận có tham gia vào chiến dịch này là Tào Tháo, Tào Nhân, Hứa Chử, Hạ Hầu Uyên, Trương Cáp (Trương Hợp), Giả Hủ, Từ Hoảng, Chu Linh, Chung Do. Bộ chỉ huy quân sự quân Tào Tháo trong chiến dịch này, tập hợp những nhân vật chủ chốt trong phe Tào Ngụy.

## Diễn biến chính

#### Giao tranh tại Đồng Quan
Sau khi nhận được những tin tức không thuận lợi từ mặt trận phía Tây, tháng 7 năm 211, Tào Tháo tự mình thân chinh dẫn quân ra tấn công Đồng Quan, giao cho Tào Phi, con trai của ông ta ở lại bảo vệ kinh thành. Tam Quốc Chí chép: "Khi Thái Tổ (tức Tào Tháo) đánh dẹp Mã Siêu, lấy Nhân làm Hành An tây tướng quân, đốc suất chư tướng cự thủ ở Đồng Quan, phá Mã Siêu ở Vị Nam". Tháng 8 năm 211, quân đội của ông đã đến Đồng Quan.
Trận đánh kết thúc, quân Tây Lương đã đánh bại quân Tào ở Đồng Quan Tam Quốc Chí dù không chép tỉ mỉ trận đánh và kết quả nhưng cũng có khẳng định Tào Tháo từng "suýt chết ở Đồng Quan".

#### Quân Tào vượt sông
Sau thắng lợi ban đầu tại trận Đồng Quan, Tào Tháo chủ trương cố thủ trong trại, không giao tranh, ra lệnh cho các tướng coi doanh trại phải "giữ gìn cho vững, tự giặc phải lui", đồng thời "truyền lệnh cho tướng sĩ, cấm ra khỏi trại, nếu không tuân lệnh thì chém". Quân Tây Lương ngày nào cũng đến trước tại khiêu khích, thách đánh nhưng không có kết quả.

Lúc này, Mã Siêu liên tục điều viện binh tập trung tại Đồng Quan để công phá doanh trại của Tào Tháo. Số quân đến tăng viện đều là những tinh binh thuộc các bộ lạc người Khương ở Tây Lương. Quân Tào được tin quân Tây Lương ùn ùn kéo tới thì rất kinh hoàng. Nhưng Tào Tháo thì ngược lại, mỗi lần nghe đối phương tăng thêm binh thì tỏ ra vui mừng. Viện binh của Mã Siêu mỗi lúc một đông nhưng Tào Tháo lại "mở tiệc ăn mừng trong trại" khiến cho tướng sĩ dưới quyền đều khó hiểu. Mãi sau khi có tin báo thắng trận ở Đồng Quan, ông ta mới tiết lộ về việc này. Ông nói với chư tướng rằng:
| “ | Quan Trung xa xôi nếu giặc đóng phân tán và dựa vào địa hình hiểm trở, đánh nhau một hai năm chưa thể thắng được, nay chúng kéo về đây cả, số lượng tuy đông nhưng lòng người bất nhất, dễ bị li gián, ta sẽ dễ dàng diệt được, một trận là phá xong cả, nên ta mới mừng | ” |

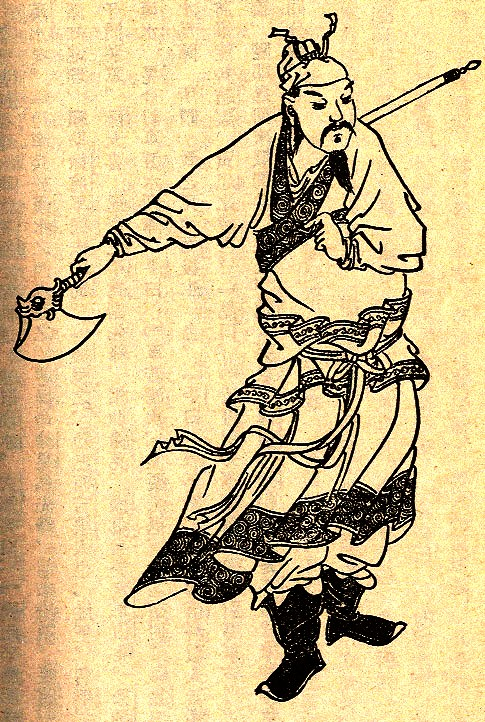
Từ Hoảng với phương án tác chiến hiệu quả

Trong Tam Quốc Chí chép rằng: Hàn Toại, Mã Siêu làm phản ở vùng Quan Hữu, Thái Tổ (Tào Tháo) sai Từ Hoảng đóng binh ở Phần Âm để phủ dụ xứ Hà Đông, ban cho thịt bò và rượu, lệnh dâng lên mộ của tiền nhân. Thái Tổ đến Đồng Quan, sợ không sang sông được, cho triệu Hoảng đến hỏi, Hoảng nói: 
| “ | Binh của minh công ở cả đây, mà giặc chẳng phục một cánh quân giữ Bồ Phản, rõ là chúng vô mưu vậy. Ta nên qua bến Bồ Phản, sắp xếp quân trước, để cắt đứt đường về, giặc có thể bắt được. | ” |

Tào Tháo đã đồng ý với phương án này và tích cực triển khai. Phương án này là bước ngoặt của trận chiến, qua đó Tào Tháo đã chiếm thế chủ động trên chiến trường, đẩy quân Tây Lương vào thế bị động, ở thế nằm giữa gọng kìm và bị chẹn mất đường rút lui của quân Mã Siêu, đẩy họ vào tình thế "tiến thoái lưỡng nan". Binh thư yếu lược đã bình luận:
Trên thực tế, với phương án né tránh mặt chính diện, bất ngờ chuyển sang bố trí đội hình tác chiến ở bên sườn, gây ra sự xáo trộn trong bố trí đội hình của liên quân Quan Trung, vì vậy Mã Siêu bắt buộc phải bỏ phòng tuyến Đồng Quan lui về trấn giữ Vị Khẩu nằm trên bờ nam sông Vị Thủy.
Sau khi thông qua kế hoạch, Tào Tháo liền phái Từ Hoảng dẫn bốn nghìn tinh binh gồm quân bộ kỵ  cùng Chu Linh vượt sông sang "đánh úp phía tây Hoàng Hà, phục ở trong hang núi, đợi quân Tào sang phía bắc sông, sẽ cùng đánh luôn một thể". Ngoài ra ông ta còn ra lệnh cho Tào Hồng ra bến Bồ Bản trước phụ trách việc sắm sửa thuyền bè chuẩn bị sang sông, phân công Tào Nhân ở lại giữ trại, còn mình thì đích thân dẫn đại quân nhân lúc đêm khuya, dùng thuyền bí mật ghép cầu phao qua sông Vị.
Tháng 8 năm 211, Tào Tháo đích thân ra trận, giáp mặt với quân liên hiệp Quan Trung ở Đồng Quan. Tào Tháo điều động quân chủ lực, giả vờ như sắp sửa tấn công vào chính diện Đồng Quan, chờ cho quân Quan Trung đều được tập kết ra tuyến đầu, liền bí mật sai Từ Hoảng, Chu Linh dẫn 4.000 bộ binh và kỵ binh, đột ngột vượt sông Hoàng Hà ở bến Đồ Bản thuộc Đồ Bản Tân, lập trại ở bờ tây. Sau đó Tháo dẫn đại quân vượt sông Hoàng Hà ở phía bắc Đồng Quan, tiến vào Vị Bắc, nhanh chóng chiếm lĩnh địa hình có lợi, rồi dọc theo sông Vị mà nam tiến.
Sau khi Từ Hoảng và Chu Linh vượt trại thành công và xây dựng công sự thì quân Tây Lương mới phát hiện, khi quân Tào đang đào hào còn chưa xong, thì hơn năm ngàn quân bộ kỵ Tây Lương do Lương Hưng chỉ huy lợi dụng đêm tối vây đánh Từ Hoảng. Quân Tào do Từ Hoảng chỉ huy đánh trả quyết liệt khiến quân Tây Lương phải bỏ chạy. Quân Tây Lương tập trung cả ở Đồng Quan nên không bị Từ Hoảng đã vượt sông lập trại mà quân Tây Lương không thể biết được, mặt khác do Tào Tháo một mặt giữ vững không ra đánh tập trung quân ở Đồng Quan để thu hút sự chú ý của quân Tây Lương.
Như vậy, quân Tào đã có một sự chuyển đổi đội hình mang tính bước ngoặt của trận chiến, chiến thắng sau này của quân Tào đều xuất phát từ phương án tác chiến thiết thực này. Về phía quân Tây Lương, sau khi nhận được tin quân Tào vượt sông, bộ chỉ huy Tây Lương cũng đã có những biện pháp đối phó, ngăn không cho quân Tào thực hiện được kế hoạch trên.

#### Trận Vị Kiều
Sau khi nhận được tin quân Tào chuẩn bị sang sông, bộ chỉ huy quân Tây lương đã nhóm họp lên kế hoạch đối phó. Qua bàn bạc có hai phương án:
Phương án ngăn chặn của Mã Siêu. Theo ông ta thì "Tào Tháo không đánh mặt Đồng Quan, mà sắm sửa thuyền bè, muốn sang mé bắc Vị Hà, tất là chặn đường của ta. Tôi dẫn quân đến giữ bờ bắc. Tháo không sang được, nội trong hai mươi ngày, lương ở mé bờ đông hết, quân Tháo tất loạn, lúc ấy ta sẽ men bờ sông phía nam đuổi đánh, chắc bắt sống được Tháo". Theo ý kiến này thì Mã Siêu đã phần nào nhìn ra được ý đồ chiến lược của Tào Tháo là vượt sông Vị chẹn đường rút lui của quân Tây Lương (ông ta vẫn chưa nhận thấy nước cờ bí mật của quân Tào là dụ quân Tây Lương về mạn bắc để thừa cơ điều binh tập kích ở phía Tây vượt sông Hoàng Hà chiếm bến Đồ Bản, phát triển dọc hướng nam thọc vào sườn trái của liên quân Quan Trung) qua đó chia quân chặn ở bờ bắc bằng mọi giá không để quân Tào qua sông.
Phương án tập kích của Hàn Toại. Theo đó quân Tây Lương sẽ phục kích "đợi khi quân Tào ra đến giữa sông, cháu (Mã Siêu) sẽ tự mé nam đánh ập đến", đánh bật quân Tào xuống sông khi đó thì "quân Tháo tất nhiên chết đuối cả". Lập luận của Hàn Toại căn cứ vào một câu trong Binh pháp Tôn tử "Quân giặc sang sông đến nửa chừng sẽ đánh". Ý đồ của Hàn Toại là tận dụng sự cơ động của kỵ binh Tây Lương để tập trung đánh bất ngờ vào đội hình quân Tào khi đang sang sông để tiêu diệt toàn bộ quân chủ lục, kết thúc chiến tranh. Tuy vậy, phương án này nếu không thành không, quân Tào sang được sông thì tình thế sẽ trở nên không thể kiểm soát được.
Qua bàn bạc, quân Tây Lương chọn phương án thứ hai, tập kích. Trên thực tế với phương án này quân Tây Lương bất ngờ tập kích và giành được một số thắng lợi nhất định nhưng điều quan trọng là quân Tào đã qua sông an toàn và diễn biến chiến sự đã theo một chiều hướng khác, bất lợi hơn đối với quân Tây Lương sau này. Nếu phương án của Mã Siêu được chấp nhận và thi hành thì tình thế có lẽ sẽ diễn biến khác. Tào Tháo biết được phương án này đã than thở: "Mã Siêu còn sống thì ta chết không có đất chôn thây".
Tam Quốc Chí cũng chép rằng:
Ban đầu, Tào công đóng quân ở Bồ Bản, muốn sang phía Tây, Siêu bảo Toại rằng: 
| “ | Ta nên giữ Bắc sông Vị cự địch, bất quá chỉ chừng đôi mươi ngày, vùng Hà Đông hết lương, bên kia tất bỏ chạy. | ” |

Toại nói: Mặc kệ địch qua sông, ta tràn ra chặn đánh giữa chừng, chẳng khoái hơn sao?. Bởi thế kế của Siêu chẳng được thi hành. Tào công nghe việc ấy nói: 
| “ | Thằng ranh họ Mã chẳng chết, ta chết không có đất mà chôn | ” |

Dù vậy, Mã Siêu không đồng ý với phương án của Hàn Toại và tự mình dẫn cánh quân của ông ta hành động, kéo đến bờ Bắc, ngăn chặn quân Tào sang sông. Điều này cũng cho thấy sự rạn nứt trong nội bộ của quân Tây Lương. Mã Siêu chia quân đóng ở Vị Khẩu bám sát quân Tào, trong khi đó Hàn Toại đóng quân ở gần Đồng Quan.
Lúc này Tào Tháo đang điều đại quân vượt sông sang bờ bắc. Khi quân Tào đang qua sông thì Mã Siêu bất ngờ mang một vạn quân bộ kỵ đến đánh úp, Mã Siêu một mình một ngựa tách khỏi đội hình lao đến truy kích Tào Tháo từ mé sau bờ sông. Quân Tào nhận biết là Mã Siêu hoảng loạn thoát chạy xuống thuyền, tranh nhau sang sông, gây hỗn loạn, mất trật tự chưa từng thấy. Mã Siêu ập đến vị trí của Tào Tháo cùng với hơn 100 quân sĩ tinh nhuệ đang đoạn hậu. Nhận thấy tình hình nguy cấp, Hứa Chử vội vàng cõng Tào Tháo xuống thuyền. Lúc này quân Tây Lương đuổi đến thì thuyền đã rời bến. Họ bắn tên tới tấp, những người chèo thuyền của Tào Tháo bị trúng tên chết. Tướng Hứa Chử một tay cầm yên ngựa che cho Tào Tháo, tay kia chèo thuyền vượt sông.
Tam Quốc Chí chép: Hứa Chử theo đi đánh Hàn Toại, Mã Siêu ở Đồng Quan. Thái tổ (tức Tào Tháo) sắp qua sông lên phía bắc, tới bờ sông, quân sĩ sang trước, riêng Thái tổ cùng với Chử và hơn trăm quân Hổ sĩ ở lại bờ nam sông để đoạn hậu. Siêu dẫn hơn vạn quân bộ kỵ, xông tới chỗ quân của Thái tổ, tên bay như mưa. Chử bẩm với Thái tổ rằng, giặc đến nhiều, nay quân sĩ đã sang sông hết cả, nên đi ngay, rồi dẫn Thái tổ lên thuyền. Giặc đánh gấp, quân sĩ tranh nhau qua sông, thuyền nặng sắp chìm. Chử liền chém những kẻ bám vào thuyền, tay trái cầm cái yên ngựa che đỡ cho Thái tổ. Người chèo thuyền bị trúng lạc tên chết, Chử lấy tay phải đẩy thuyền, nhờ đó mới qua sông được. Ngày ấy, nếu không có Chử thì đã nguy to.
Cùng lúc đó, huyện lệnh Vị Nam là Đinh Phi sai thả hết trâu ngựa ra đường khiến quân Tây Lương tranh nhau đi bắt, sao nhãng việc truy kích Tào Tháo. Vì vậy ông được thoát nạn, qua bờ bên kia. Ông thốt lên rằng: "Suýt nữa ta chết về tay thằng ranh con". T
Cuối cùng quân Tào cũng đã sang được sông dù gặp phải một số tổn thất nhất định. Việc qua sông thành công này đã hoàn thành việc chuyển đổi đội hình tác chiến của quân Tào, quân Tào đã chiến được địa lợi và chủ động trong cuộc chiến này, chuyển từ thế phòng ngự sang thế giằng co. Trận tập kích ở Vị Kiều cũng là chiến tích huy hoàng đáng kể cuối cùng của quân Tây Lương, dù đã đạt được một số kết quả nhất định như: uy hiếp tinh thần và làm thiệt hại một số nhân mạng của quân Tào, thu được một số chiến lợi phẩm (trâu, bò, ngựa…), nêu cao uy danh của quân Tây Lương mà đặc biệt là Mã Siêu nhưng mục đích quan trọng nhất là tiêu diệt đại quân Tào Tháo hay bắt giết Tào Tháo thì không đạt được, không những thế, quân Tây Lương còn để quân Tào sang sông, từ đây quyền chủ động trên chiến trường đã tuột khỏi tay họ. Để lấy lại lợi thế, quân Tây Lương sau này đã có những nỗ lực tập kích vào các công sự của quân Tào.

#### Quấy nhiễu ở Vị Khẩu
Do Mã Siêu đóng quân ở Vị Khẩu bám sát quân Tào, thường hay chia quân đến đánh phá, quấy nhiễu doanh trại quân Tào, để đối phó có hiệu quả, Tào Tháo sai ghép tất cả thuyền bè ở trên sông Vị Hà thành ba lớp cầu nổi nối liền với bờ nam, lại ra lệnh cho Tào Nhân lập một đồn trại ở cạnh sông tạo thành một cứ điểm đồn trú vệ tinh, đồng thời bố trí hàng rào xe tải lương chung quanh các cứ điểm, tạo nên một hệ thống cứ điểm phòng thủ liên hợp.
Mã Siêu được tin, lập tức cho quân đến quấy nhiễu, phá hoại các công sự này. Ông truyền cho quân sĩ mỗi người mang một bó cỏ và đồ dẫn hoả, cùng với Hàn Toại kéo quân đến trước trại xếp cỏ thành đống rồi châm lửa đốt cháy những vật dụng này. Ngọn lủa nhanh chóng bùng phát, Quân Tào ở các vị trí tiền đồn này không dập được lửa, lại sợ địch không nổi quân Tây Lương nên phải bỏ trại rút chạy. Xe cộ, cầu nổi, đều bị cháy sạch cả. Quân Tây Lương giành thắng lợi lớn, phá hủy các công sự lại đóng quân chẹn ngang Vị Hà.
Để tăng cường phòng thủ, Tào Tháo cho xây dựng một tòa thành kiên cố, Quân Tây Lương biết được cho quân đánh phá quân Tào không sao lập được trại. Vì đất sông Vị Hà toàn là cát đắp lên lại đổ Tào Tháo lâm vào bế tắc. Cuối cùng Tào Tháo đã nghĩ được một kế: "nhân có gió bắc lạnh buốt cứ gặp nước là đóng băng Tào Tháo đã huy động hết quân sĩ đắp thành đắp đến đâu đổ nước đến đó, nước gặp gió bắc đóng thành băng trộn với cát vô cùng vững chắc chỉ một đêm đã lập xong trại". Tào Tháo đốc thúc quân sĩ xây dựng và đã hoàn thành một cách nhanh chóng.
Trong Tam Quốc Diễn Nghĩa, sở dĩ Tào Tháo đắp được thành là nhờ Mộng Mai cư sĩ ở Kinh Triệu, ẩn náu ở núi Chung Nam, tên là Lâu Tử Bá tới hiến kế đắp thành trong đêm đông lạnh, tưới nước lên sẽ đóng băng ngay.
Quân Tào đã xây dựng thành công thành trì ở Vị Khẩu, hạn chế tối đa các cuộc tập kích của quân Tây Lương, bước thứ nhất trong kế hoạch chuyển đổi đội hình đã hoàn thành. Tuy vậy, trong giai đoạn này, quân Tào vẫn phải phòng ngự trước những đợt tấn công cuối cùng của quân Tây Lương trước khi chuyển sang giai đoạn phản công.
Sau khi Tào Tháo hoàn thành việc xây dựng công sự, ông ta tự tin vào phòng ngự, một mặt vẫn chờ tin của cánh quân Từ Hoảng và Chu Linh đang bí mật mượt sống Vị Hà lập trại ở Đồ Bản. Để cánh quân này vượt sông an toàn, tránh sự chú ý của quân Tây Lương, ông ta cố gắng gây sự tập trung của quân Tây Lương về mặt trận này. 

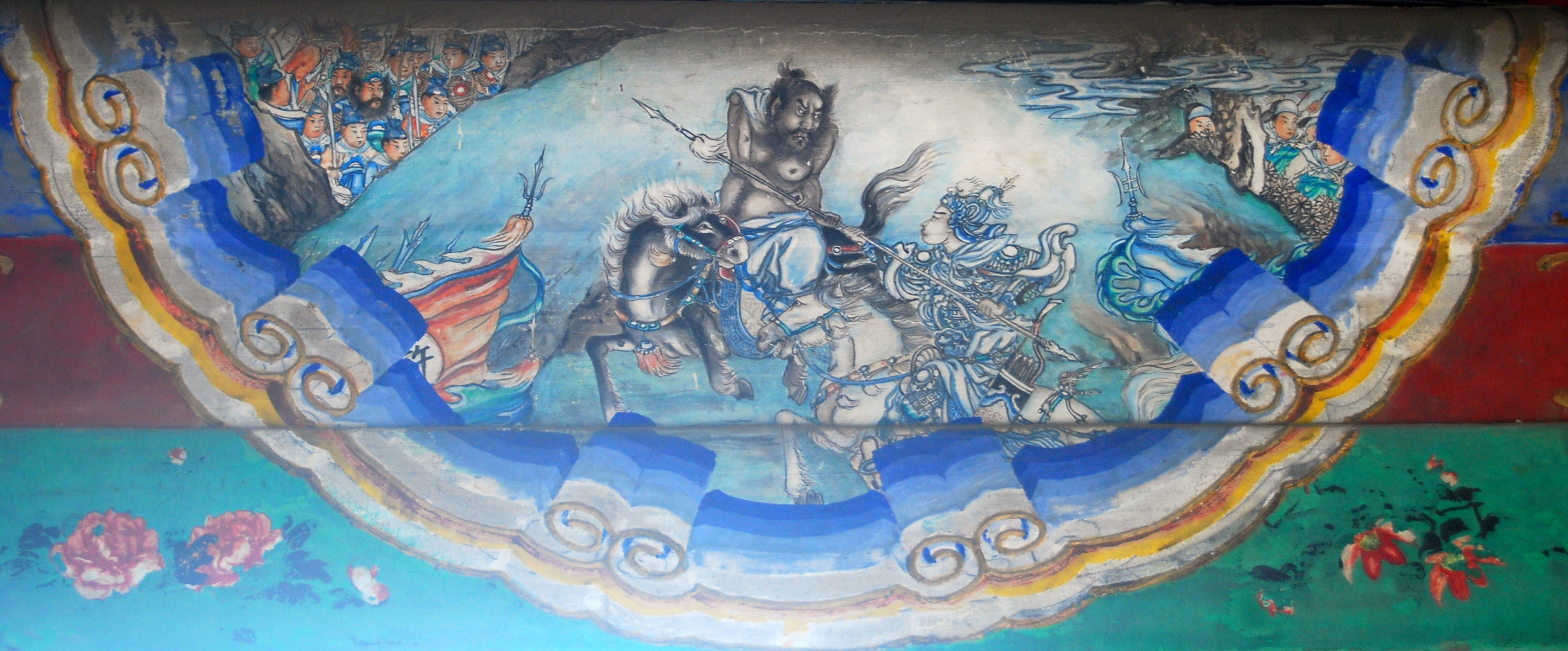
Mã Siêu đại chiến Hứa Chử trong Tam Quốc diễn nghĩa

Trong những lần giao tranh đó, sử sách đã chép lại một lần giáp mặt giữa Mã Siêu và Hứa Chử. 
Tam Quốc Chí cho biết: Tào Tháo và Hàn Toại, Mã Siêu một mình một ngựa nói chuyện riêng, tả hữu đều không được đi theo, chỉ mang theo một mình Hứa Chử. Mã Siêu cậy mạnh khỏe, muốn ngầm định bất ngờ bắt Tào công trước trận. Mã Siêu nghe tiếng Hứa Chử dũng mãnh, ngờ quân kỵ đi theo kia là Hứa Chử, bèn hỏi Tào Tháo: 
| “ | Hổ Hầu của ngài có ở đây chăng? | ” |

Tào Tháo ngoảnh lại trỏ vào Hứa Chử, Hứa Chử quắc mắt lườm. Mã Siêu không dám vọng động, hai bên bèn lui về. Mấy ngày sau gặp nhau giao chiến, quân Tào đánh tan được quân Tây Lương, Hứa Chử xung trận chém được quân địch Nhờ công lao trong trận này Hứa Chử được thăng lên chức Vũ vệ Trung lang tướng và được ban Danh hiệu Võ Vệ.
Tam Quốc Diễn Nghĩa miêu tả trận đọ sức tay đôi giữa Hứa Chử và Mã Siêu quyết liệt kéo dài tới mức phải thay ngựa chiến hai lần để đánh tiếp, Hứa Chử nổi giận cởi áo giáp, mình trần ra tiếp tục đấu với Mã Siêu. Mã Siêu đâm trúng rốn của Hứa Chử, Hứa Chử bỏ đao và nắm cây giáo của Mã Siêu, hai người giành giật nhau làm gãy cây giáo. Sau cùng hai bên hỗn chiến, Hứa Chử bị trúng tên bị thương, quân Tây Lương thắng thế, quân Tào bị thiệt hại. Mã Siêu về đến trại thán phục rằng chưa gặp được ai như Hứa Chử.

#### Đợt tấn công cuối cùng
Tào Tháo nhận thấy không thể dùng sức để đánh bại Mã Siêu được, thấy phải dùng mưu trí. Một mặt ông ta vẫn kiên trì phòng ngự chờ cơ hội, mặt khác vẫn theo dõi cánh quân của Từ Hoảng, Chu Linh đang bí mật sang sông, triển khai ở mé tây Vị Hà, lập doanh trại để cùng đánh kẹp lại.
Quân Tây Lương trong giai đoạn này cũng có những đợt tấn công lẻ tẻ cuối cùng. Tam Quốc Diễn Nghĩa có miêu tả trận đánh giữa 300 quân Tây Lương do Mã Siêu chỉ huy với hơn 1.000 quân do Hạ Hầu Uyên chỉ huy với phần thắng thuộc về Mã Siêu. Việc Từ Hoảng, Chu Linh đã bí mật vượt sông Hoàng Hà thành công, đổ bộ tại bến Đồ Bản, thiết lập doanh trại ở phía Tây, Tào Tháo qua vượt sông Vị Thủy an toàn, dựng công sự thành công ở phía Bắc, đồng thời đẩy lùi đợt nỗ lực tấn công cuối cùng của quân Tây Lương có thể coi đã chấm dứt giai đoạn hai của cuộc chiến. Chấn dứt hoàn toàn những đợt đột kích mang tính quấy rối của quân Tây Lương và chuyển từ thế giằng co, cầm cự sang giai đoạn phản công.
Trong khi đó quân Tây Lương đã mất dần quyền chủ động của kẻ khai chiến, không những vậy thế trận đã hoàn toàn rơi vào tay quân Tào. Từ đây quân Tây Lương phải đương đầu với ba mặt giáp công của quân Tào, Tào Tháo ở phía Tây sông Vị Thủy chặn đường rút lui của quân Tây Lương, Từ Hoảng, Chu Linh ở phía Nam bến Đồ Bản phát triển thọc vào sườn của liên quân và Tào Nhân đang đóng quân đối đầu chính diện ở phía nam Đồng Quan. Quân Tây lương lâm vào tình cảnh "tiến thoái lưỡng nan", "trước sau cùng bị đánh", "tứ phía có địch". Tình thế nhanh chóng chuyển đổi theo hướng bất lợi cho quân Tây Lương, quân Tây Lương phải bị động đối phó với quân Tào. Từ đây, bộ chỉ huy quân Tây Lương càng lúng túng, mắc hết sai lầm này đến sai lầm khác.
Sau khi nhận được tin Từ Hoảng đã lén vượt sang phía tây Vị Hà chặn mất đường về nên họ vô cùng lo ngại. Quân Tây Lương phải sai sứ giả sang cầu hòa, Hàn Toại sai Dương Thu mang thư sang trại Tào Tháo, xin cầu hòa với điều kiện sẽ tình nguyện cắt nhượng đất Hà Tây và cử con cái sang làm con tin. Mã Siêu cũng phải đồng ý, mặt khác cũng đề phòng chia quân ra chống giữ.

#### Kế li gián

Giả Hủ hiến kế xóa thư ly gián

Sau khi nhận được thư cầu hòa của Tây Lương, Tào Tháo hẹn Dương Thu ngày hôm sau sẽ trả lời, quân sư Giả Hủ kiến nghị nên dùng kế li gián, khiến cho Hàn, Mã nghi ngờ lẫn nhau. Tào Tháo chấp thuận theo kế của Giả Hủ, ông sai người đưa thư cho Mã Siêu, giao hẹn quân Tào sẽ dần dần rút quân về, và trả lại cho Mã Siêu mảnh đất phía tây Hoàng Hà; một mặt sai bắc cầu nổi, làm ra vẻ chuẩn bị rút quân thật. Mã Siêu được thư, bàn với Hàn Toại rằng Tào Tháo tuy bằng lòng giảng hoà, nhưng phải đề phòng vì ông ta là người "nham hiểm" sợ có điều gì "lừa dối", vì vậy quân Tây Lương phải chia ra để luân phiên nhau đối địch với hai gọng kìm là Táo Tháo ở mặt bắc và Từ Hoảng ở mé nam. Mã Siêu đối địch với Tào Tháo thì Hàn Toại sẽ kiềm chế Từ Hoảng, sau đó luân phiên chuyển đổi vị trí cho nhau.
Tào Tháo biết được thông tin đó liền sai người dò xét chu trình phòng thủ của quân Tây Lương, đến khi biết được người kiềm chế của mình là Hàn Toại thì ông nhân cơ hội đó âm thầm thực hiện kế li gián. Tào Tháo vốn quen biết với Toại từ trước, khi ra trận gặp Toại không có mặt Siêu, ông tìm cách bắt chuyện, nói với nhau khá thân mật. Vì vậy Siêu bắt đầu nghi ngờ Toại. Sau đó Tào Tháo lại viết thư gửi Hàn Toại, cố ý gửi nhầm bản nháp, có gạch xoá sửa chữa những chỗ quan trọng. Siêu thấy Toại có thư, đến đòi xem. Thấy thư bị gạch xoá, Siêu càng nghi ngờ là do Toại tự gạch đi. Trong Tam Quốc diễn nghĩa, quá trình dùng kế ly gián của Tào Tháo được miêu tả với những tình tiết tương tự như trong chính sử như Tào Tháo bắt chuyện với Hàn Toại, cố ý xóa thư giả cách gửi nhầm bản nháp để gây nghi ngờ...

#### Quân Tào tấn công
Biết nội bộ quân Tây Lương đã nghi ngờ nhau, Tào Tháo ra quân tiến đánh. Ông hẹn ngày hội chiến với liên quân Quan Trung. Sau khi liên quân dàn trận hết thì Tào Tháo chỉ cho bộ binh xuất trận, hai bên đánh nhau khá lâu, Ông dùng khinh binh nhử trước cho địch đuổi theo rồi mới dùng quân tinh nhuệ giáp công. Tào Tháo cho kỵ binh đánh ép từ hai phía vào, kẹp liên quân vào giữa.
Do sẵn mối nghi ngờ với Hàn Toại nên liên quân không thể hiệp đồng tác chiến có hiệu quả. Quân Tây Lương dao động, bị đánh bại. Mã Siêu và Hàn Toại phải chạy trốn về Lương Châu. Vùng Quan Trung rơi vào tay Tào Tháo. Hàn Toại bỏ chạy về Kim Thành, Mã Siêu thua chạy sang bộ lạc của người Nhung. Tào Tháo dẫn quân truy kích Mã Siêu đến tận An Định nhưng chưa bắt được Mã Siêu thì có tin Tôn Quyền mang quân đánh trung nguyên nên ông rút đại quân về phía Đông, để Hạ Hầu Uyên ở lại trấn giữ.
Trong Tam Quốc Diễn Nghĩa, quá trình này được mô tả tỉ mỉ hơn và có phần không giống với sử sách. Các tướng hợp tác với Mã và Hàn được mô tả là "bộ tướng của Hàn Toại": Hầu Tuyển, Lý Kham, Lương Hưng, Mã Ngoạn, Dương Thu. Hàn Toại bị Mã Siêu nghi ngờ bèn nảy ra ý định về hàng Tào Tháo, bèn bày kế dụ Mã Siêu đến giết. Mã Siêu biết tin bèn chủ động ra tay đánh trước, ông ta một mình chém giết các bộ tướng của Hàn Toại, bản thân Toại cũng bị Siêu chặt đứt một cánh tay. Tào Tháo nhân hai bên đụng độ bèn dẫn quân tới đánh úp, bao vây bốn mặt. Quân Tây Lương thua to, Hàn Toại chạy về đầu hàng Tào Tháo, Mã Siêu cùng với Mã Đại, Bàng Đức cùng 30 kỵ binh trốn thoát về Lâm Thao, quận Lũng Tây. Hàn Toại đã mất cánh tay trái, thành người tàn phế cho nên Tào Tháo cho ở Trường An và phong làm Tây Lương hầu. Dương Thu, Hầu Tuyển cũng được phong chức liệt hầu, trấn giữ cửa Vị Hà.

## Kết quả trận đánh
Sau đợt tấn công quyết định của quân Tào, hơn mười vạn quân Tây Lương bị đánh bại, Mã Siêu trốn về Lũng Tây trốn vào trong bộ lạc của người Nhung. Hàn Toại bỏ chạy về Kim Thành vùng Lương Châu, về sau ông không còn thực lực để tham gia vào những trận đánh chống lại nhà Hán. Sau đó, quân Tào còn thừa thắng truy kích tấn công các lực lượng tàn dư của Tây Lương và các tộc người Đê ở vùng Vũ Đô, Du Mi, Khiên Chư. Các tướng tiên phong trong chiến dịch này là Hạ Hầu Uyên, Trương Cáp, Từ Hoảng. Quân Tào đã chém được tướng Tây Lương là Lương Hưng ở huyện Phu và huyện Hạ Dương, thu hàng hơn ba nghìn nhà, vây đánh huyện An Định, chiêu hàng được tướng Dương Thu.
Tào Tháo nhận được tin Tôn Quyền chuẩn bị đem quân đánh vào trung nguyên nên ông thu quân về Trường An để ổn định tình hình rồi rút đại quân về phía Đông, để Hạ Hầu Uyên ở lại trấn giữ Quan Trung, đầu năm 212, ông ta đến Hứa Đô. Các vị trí chiến lược, cứ điểm quan trọng như Đồng Quan, Trường An, Ký Thành, Lũng Tây… đều được quân Tào kiểm soát, vùng Quan Tây xem như cơ bản được bình định.
Đối với quân Tây Lương mà đặc biệt là với Mã Siêu, chính sự nghi kỵ lẫn nhau trong nội bộ khiến đối thủ thừa cơ dùng kế ly gián khiến liên quân tự bại vong, chuốc lấy thất bại nặng nề, gia đình bị liên lụy. Tam Quốc Chí có ghi nhận: Mã Siêu đã "để kẻ thù thừa cơ xích mích nên ra nỗi binh bại nhà tan". Các tài liệu sử sách không cho biết cụ thể về số liệu thương vong của hai bên, chỉ ghi chép chung chung như "quân Tây Lương đại bại" hay quân Tào "phá được Mã Siêu"… Mặc dù sau đó có chép thêm là quân Tào trong chiến dịch truy kích quân Tây Lương đã chém được tướng Lương Hưng.
Thay đổi về lãnh thổ và dân số:

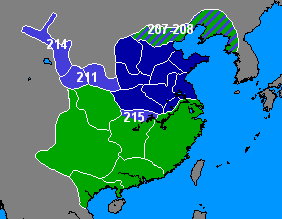
Lãnh thổ mở rộng của Tào Tháo giai đoạn 200-220

Sau trận chiến này, có sự thay đổi đáng kể về lãnh thổ biên giới quyền lực của triều Đình Trung ương nhà Hán được mở rộng. Quân Tào đã đuổi đánh quân Tây Lương đến tận An Định, thu hàng được Dương Thu, quy phục được hơn 3.000 hộ dân. Sau khi chiếm được Quan Trung, Tào Tháo lại chiếm luôn cả vùng Quan Tây, cuối cùng thống nhất được miền bắc Trung Quốc, tạo nên một lãnh thổ rộng lớn mà nhà thơ Vương Xán - Một trong Kiến An thất tử đã ca ngợi bằng câu thơ: "Thác thổ tam thiên lý, vẵng phản tốc nhược phi" Tạm dịch: "Mỡ đất ba ngàn dặm, đi về nhanh như bay". Kèm theo việc thay đổi về lãnh thổ là thay đổi về dân số, theo đó dân số vùng Quan Tây có phần giảm hơn trước vì hậu quả của chiến tranh, 3.000 hộ dân theo về với nhà Hán.
Thay đổi về cục diện chính trị:
Sau trận chiến Đồng Quan, cục diện chính trị ở phương Bắc có nhiều thay đổi. Thế lực quân phiệt hùng mạnh cuối cùng đang cát cứ ở phía tây cuối cùng đã bị đánh bại. Quân Tây Lương sau này không còn đủ sức để có thể gây áp lực lên triều đình Trung ương như trước nữa, sự nổi loạn của các dân tộc ít người ở vùng Quan Trung tạm thời bị bình định trong thời gian này. Trở ngại lớn nhất ở phương Bắc đã được dẹp bỏ, Tào Tháo cơ bản thống nhất được miền Bắc Trung Quốc, địa vị chính trị của ông được củng cố một cách vững chắc. Cục diện Tam Quốc từ đây được hình thành một cách rõ ràng hơn.
Việc quân Tào chiến thắng ở trận Đồng Quan, tiêu diệt được hai thế lực cát cứ cuối cùng là Mã Siêu và Hàn Toại làm cho cục diện chính trị ở phương Nam cũng có sự biến động. Sau khi tin chiến thắng của Tào Tháo được lan truyền, vùng Hán Trung rung động. Chúa Hán Trung là Trương Lỗ phán đoán quân Tào sau khi chiếm Quan Tây sẽ tiến đánh Đông Xuyên mà mục tiêu hàng đầu là Hán Trung. Từ đó ông ta khẩn trương xúc tiến kế hoạch chiếm Tây Xuyên để có đủ lực lượng chống lại Tào Tháo. Hệ quả là chính quyền ở Tây Xuyên do Lưu Chương đứng đầu vì lo ngại bị chiếm đóng nên phải cầu cứu bên ngoài. Chớp thời cơ đó, Lưu Bị nhanh chóng dẫn quân vào Tây Xuyên chiếm đóng và thành lập Nhà nước Tây Thục. Theo nhà nghiên cứu Cát Kiếm Hùng thì sau khi Tào Tháo đánh bại Mã Siêu, Hàn Toại, họ Tào làm chủ cả Quan Trung, làm chấn động hai Xuyên, lúc đó Lưu Bị mới xua quân về phía Tây.

## Nguyên nhân
Có nhiều nguyên nhân để lý giải cho sự chiến thắng của quân Tào, sự thất bại của quân Tây Lương. Trong đó những nguyên nhân có thể kể đến là về năng lực cầm quân của thống soái hai bên: Năng lực cầm quân là một yếu tố quan trọng hàng đầu trong chiến tranh. Binh Thư yếu lược đã khẳng định: "quân được hay thua và do ở người tướng, dũng nhất ba quân mà không dùng được ba quân thì cũng như người nhát vậy".
Mã Siêu tuy là một tướng lĩnh ưu tú nhưng so với Tào Tháo thì vẫn thiếu khả năng quan sát chiến lược mà một nhà lãnh đạo tối cao cần phải có, bản thân làm thống soái của hàng chục vạn đại quân Tây Lương vậy mà lúc nào cũng muốn đấu một trận quyết chiến với Tào Tháo, nhiều lần một mình một ngựa xung phong chém giết. Một người lãnh đạo quân sự nếu dũng nhiều hơn mưu thì rất dễ dàng bỏ qua điều quan trọng là "thượng binh phạt mưu" lúc nào cũng tin rằng dùng vũ lực để chiến thắng, kết quả đương nhiên là bị đối thủ lắm mưu nhiều kế đánh cho đại bại. Tôn tử binh pháp đặt chữ trí dứng đầu trong số năm cái tài của tướng lĩnh, có thể thấy nhà binh vô cùng xem trọng năng lực quan sát của chiến trường của kẻ cầm quân. Mã Siêu chỉ phù hợp với vai trò của một viên võ tướng dũng mãnh, thiện chiến, xung phong đi đầu phù hợp với những chiến thuật cụ thể của từng trận đánh nhưng không có khả năng trong việc việc đưa ra những chiến lược tổng thể cho toàn chiến dịch.
Trái ngược với Mã Siêu, Tào Tháo là một vị thống soái có một tầm nhìn chiến lược cực kỳ rộng lớn và sắc bén. Ngay từ đầu lúc chiến dịch mới bắt đầu, Tào Tháo đã có hoạch định một chiến lược chu đáo. Cuộc chiến này không phải bắt đầu từ khi hai bên giao tranh mà nằm trong kế hoạch bình định phương Bắc từ lâu của Tào Tháo, theo đó ông ta đã vạch ra lộ trình để thôn tính Tây Lương, từ những chính sách vỗ về, chia rẽ cho đến kế hoạch "mượn đường diệt Quắc" đã thể hiện điều đó. Quản Trọng đã từng nói: "Trước định kế sách ở bên trong, rồi sau mới đem quân ra ngoài cõi".
Trong thực tế chiến đấu, ông đã biết căn cứ vào tình hình để quyết định những chiến thuật phù hợp. Ban đầu với chiến thuật đánh giằng co, cố thủ trong công sự đã làm cho quân Tây Lương không thể phát huy được nhuệ khí đã có. Cũng với chiến thuật này thể hiện ý đồ sâu xa của Tào tháo là "dẫn dụ con rắn rời hang" để cho tất cả binh mã Tây Lương tập kết ở Đồng Quan để "cất vó một mẻ" tránh được mối họa sau lưng và cái khổ Tây chinh về sau này. Điều này cho thấy, ông là "người giỏi quyết đoán đại sự, chiến lược, giỏi chớp thời cơ, luôn giành quyền chủ động về chính trị, quân sự, chiến thắng bằng mưu lược".
Mã Siêu sau hai trận thắng tại ải Đồng quan và sông Vị Hà, với tâm lý nôn nóng muốn giành chiến thắng nhanh nhóng đã liên tục điều động và tập trung binh lực về Đồng Quan. Các tướng lĩnh quân Tào thấy quân Tây Lương ùn ùn kéo đến thì có phần nao núng, nhưng Tào Tháo tỏ ra rất bình tĩnh thậm chí hết sực vui mùng, đóng cửa trại khao thưởng tướng sĩ, ăn mừng. Tào tháo đã căn cứ vào tình thế mà có những phán đoán chính xác. Cũng nhờ vậy mà Tào Tháo khi thấy địch quân tăng quân lại không sợ mà còn mừng, sau đó ông dùng kế phản gián đánh bại đại quân Tây Lương.
Tào Tháo còn là một người giỏi thủ đoạn, ông đã nhìn thấy những điểm yếu của quân Tây Lương và đã triệt để tận dụng, dùng mọi thủ đoạn để li gián Mã Siêu và Hàn Toại, về điểm này ông là một binh pháp gia cho nên đã nắm rõ nguyên tắc trong binh pháp Tôn tử là: "địch đoàn kết phải khiến chúng chia lìa" và "đạo dùng binh cốt ở mẹo dối trá". (Nguyên văn: Binh giả, quỷ đạo giả) Và những lời lẽ đàm thoại với Hàn Toại cho thấy ông ta là một người "rất gian ngoan, mọi lời nói, hành động đều ẩn chứa mưu kế sâu hiểm".
Xưa nay lực không thể nào thắng được trí, một nhà chỉ huy quân sự cao cấp, giỏi mưu trí rõ ràng là quan trọng hơn so với giỏi vũ lực, một Mã Siêu chỉ có chút thông minh chiến thuật, gặp phải một người có chiến lược như Tào Tháo, làm sao mà không đại bại được. Kế nữa, tính cách đa nghi của Mã Siêu cũng là một nhược điểm. Mã Siêu lần này sánh vai tác chiến với thái thú Tây Lương Hàn Toại, vốn nên cùng Hàn Toại đồng tâm hiệp lực chung sức kháng Tào, như thế còn có thể bù đắp lại phần nào những điểm yếu của Mã Siêu, thế nhưng do Mã Siêu đa nghi quá, lúc nào cũng nghi ngờ Hàn Toại cấu kết với địch. Kết quả là giúp cho kế phản gián của Tào Tháo được thành công. Tam Quốc Chí tổng kết: 
Đố kỵ, hoài nghi là biểu hiện của lòng dạ hẹp hòi, cũnng là điều đại kỵ trong liên hợp tác chiến, chưa kể đến tính cách nông nổi, bồng bột của Mã Siêu. Các nhà quân sự cũng đã khẳng định những tai họa trong quân đội là không tin, không phục, nghi ngờ, chán nản. Những điều nguy hại của tướng là: liều chết có thể bi giết, nóng giận có thể bị lầm mưu, phàm làm tướng mà phạm những lỗi này là tai họa cho việc dùng binh, quân tan, tướng chết đều do mối nguy này. Có thể tưởng tượng, giả sử Mã Siêu là người rộng lượng, đối với Hàn Toại vô cùng tín nhiệm thì mưu kế của Tào Tháo không thể nào đạt được, Mã Siêu và Hàn Toại còn có thể thuận thế mà tương kế dụ Tào Tháo rơi vào bẫy. Hàn Toại vốn một lòng muốn Mã Siêu báo thù, Mã Siêu lại lấy chuyện bức thư bị sửa mà đâm ra hoài nghi, khíên nội bộ bị rạn nứt, giúp Tào Tháo giành được thời cơ. Có thể thấy kẻ dũng phu khó thành đại sự, sự thất bại của Mã Siêu không nằm ngoài nguyên do này.
Sự chuẩn bị: Trong cuộc chiến này sự chuẩn bị của hai bên là khác nhau. Quân Tào đã chuẩn bị đầy đủ cho cuộc chiến vì họ đã vạch sẵn một kế hoạch tổng thể từ trước. Trước khi trận chiến bắt đầu, Tào Nhân đã được lệnh chuẩn bị lương thảo cho chiến dịch, trong trận đấu, quân Tào được trang bị nhiều phương tiện chiến đấu để có thể vượt sông, xây dựng công sự, thành trì, hầm bẫy... được trang bị nhiều vũ khí chiến đấu như cung, nỏ… Ngoài ra quân Tào còn tranh thủ được sự ủng hộ của quan lại và nhân dân địa phương. Đặc biệt là quân Tào có nội bộ thống nhất. Các phương án, chiến lược được nêu ra luôn đạt được sự nhất trí cao. Tào Tháo luôn chấp nhận khác phương án do các tướng tá, mưu sĩ đề xuất và lập tức triển khai thực hiện. Các tướng lĩnh đã phối hợp, tương trợ lẫn nhau trong tác chiến, chiến đấu một cách quả cảm trước quân Tây Lương.
Trái ngược với quân Tào là sự chuẩn bị khá sơ sài của quân Tây Lương. Quân Tây Lương phát động chiến tranh một cách bị động và vội vã cho nên chưa chuẩn bị được chu đáo. Họ chưa thật sự chuẩn bị đầy đủ cho cuộc chiến từ các phương án chiến đấu tổng thể cho đến các phương tiện chiến tranh để chống lại lối đánh phòng thủ dựa vào công sự của đối phương chỉ nặng về phương án dàn trận quyết chiến. Cho nên suốt quá trình chiến đấu họ không thể đột phá được các tuyến phòng thủ vững chắc của quân Tào mà những đợt tấn công này chỉ có giá trị quấy rối.
Mặt khác từ Tây Lương tới Đồng Quan xa xôi, việc vận chuyển lương thảo và tiếp viện khó khăn. Tào Tháo đã từng nói "Tây Lương xa xôi, chuyển vận lương thảo khó khăn, nên không thể nhiều quân mã được" nhưng quân Tây Lương lại tập trung quân số quá đông tại một địa điểm, việc họ "tụ cả vào một chỗ" sẽ rất khó khăn cho việc cấp dưỡng, nuôi quân và dễ gây ra xung đột và nội loạn. Điều này có ý nghĩa rất quan trọng vì khi chiến tranh bùng nổ thì phải tích trữ lương thực, vũ khí để có thể chiến đầu lâu dài, bảo đảm sự tiếp tế cho quân đội kịp thời, đầy đủ và thông suốt. Binh Thư Yếu Lược cũng nhấn mạnh: "Nghìn dặm chở lương, phí tổn trong ngoài, tiêu dùng cho tân khách, vật liệu như keo sơn, đồ đạc như xe giáp, mỗi ngày phí nghìn vàng rồi sau mới cử vạn quân được". Chính vì không đảm bảo được vấn đề cung cấp lương thảo cho nên đến mùa đông thì tinh thần chiến đấu của quân đội không còn được như trước. Quân Tây Lương buộc phải chọn giải pháp nghị hòa với quân Tào.
Trong chiến dịch này, quân Tây Lương tuy có số lượng đông đảo hơn quân Tào nhưng bản chất là một đội quân ô hợp, được tập hợp từ nhiều bộ lạc, lộ quân khác nhau. Họ tuy dũng mãnh nhưng không có kỷ luật. Với tình hình như thế thì quân số đông không hẳn là một lợi thế mà thậm chí đây là một điểm yếu vì quân đông và ô hợp nên việc chỉ huy, điều động, quản lý thực tế rất khó khăn, dễ xảy ra biến loạn trong nội bộ. Các chỉ huy của quân Tây Lương thì không đoàn kết, nhất trí, mỗi người "một bụng", chia bè kéo cánh, không phục lẫn nhau. Tam Quốc Chí cho biết Mã Đằng và Hàn Toại vốn có "mối bất hoà", "ban đầu rất thân thiết, sau lại cho bộ khúc thâm nhập đất của nhau, đổi thành thù địch". Và không đừng tấn công lẫn nhau.
Trong thực tế chiến đấu, chỉ có cánh quân của Mã Siêu là bộ phận chiến đấu chủ yếu, thường xuyên và hăng hái nhất, gây nhiều khó khăn cho quân Tào. Ngoài ra các phương án tác chiến quan trọng thì trong nội bộ lại không thống nhất, khiến quá trình chiến đấu gặp nhiều khó khăn. Bản thân Mã Siêu không đồng ý với phương án của Hàn Toại nên luôn tự mình hành động. Sự bất hòa này xảy ra ngay trong thời điểm quyết chiến với quân Tào. Khi Tào Tháo thực hiện kế xóa thư li gián thì nội bộ quân Tây Lương đã có sự rạn nứt không thể hàn gắn, vậy mà bộ chỉ huy quân Tây Lương vẫn chấp nhận hẹn ngày ngày hội chiến của Tào Tháo. Kết quả là một lần nữa lại bị Tào Tháo li gián ngay trước lúc bắt đầu trận chiến, do mối nghi ngờ với Hàn Toại nên liên quân không thể hiệp đồng tác chiến có hiệu quả, quân Tây Lương dao động, thậm chí còn đánh lẫn nhau nên đã bị đánh bại hoàn toàn. Binh pháp gia Ngô Khởi đã từng khuyến cáo: "Trong nước bất hòa không nên ra quân, trong quân bất hòa không nên ra trận, trong trận bất hòa không nên tiến lên, lúc tiến bất hòa không nên quyết thắng".

## Ảnh hưởng
Trận Đồng Quan tuy không phải là một trận chiến có quy mô quá lớn hay tính chất quan trọng, nhưng xét trong tiến trình lịch sử của thời đại Tam Quốc thì trận đánh này cũng có những dấu ấn lịch sử nhất định. Đây là một trận chiến ác liệt giữa quân đội triều đình nhà Hán do Tào Tháo chỉ huy trấn áp các lực lượng cát cứ ở Tây Lương. Kết quả là chiến thắng quyết định của Tào Tháo, qua trận chiến này các lực lượng cát cứ ở Lương Châu cơ bản bị xóa bỏ, Tào Tháo đã củng cố được hậu phương phía Bắc. Đây là tiền đề cho sự nghiệp của gia tộc họ Tào và nhà Ngụy sau này, đồng thời cũng góp phần đẩy nhanh sự hình thành cục diện Tam Quốc. Chính vì vậy mà trận chiến này đã được sử sách ghi chép lại.
Trong trận Đồng Quan, các tướng lĩnh tham chiến đã thể hiện được vai trò của mình. Sử sách cũng đã ghi lại sự cơ trí của Tào Tháo, sức mạnh của Hứa Chử và sự uy phong của Mã Siêu. Đối với Mã Siêu, dù thất bại nặng nề nhưng qua trận chiến này, tên tuổi của ông cũng đã lưu danh sử sách. Mặt khác tính chất khốc liệt của trận chiến này đã khiến cả hai bên phải chịu nhiều tổn thất nặng nề, Tào Tháo không còn lực lượng để tiến hành một cuộc Nam chinh nữa. Đây là trận chiến quy mô và danh tiếng nhất trong cuộc đời của Mã Siêu, sự dũng mãnh, thiện chiến của ông được đối thủ của ông ghi nhận. Chính vì vậy sau này khi Mã Siêu về đầu quân cho Nhà Thục mặc dù không lập được một chiến tích đáng kể nào nhưng Mã Siêu vẫn được xếp vào hàng Ngũ hổ tướng (Tả tướng quân), được phong làm Bình Tây tướng quân, Phiêu kỵ đại tướng quân, tước Đô Đình hầu và sau này là Uy hầu, được các dân tộc thiểu số ở vùng Lũng Tây như người Khương, người Hồ, người Nhung, người Đê... nể phục ngoài việc là "dòng dõi thế gia" cũng chính là nhờ uy danh từ trận chiến này để lại.
Trong Tam Quốc Diễn Nghĩa, nhà văn La Quán Trung đã dành hai trên tổng số 120 hồi để đặc tả về trận chiến này. Hai hồi đó là Hồi thứ 58: Mã Mạnh Khởi cất quân báo thù; Tào A Man cắt râu, vứt áo và Hồi thứ 59: Hứa Chử cởi trần đánh Mã Siêu; Tào Tháo xóa thư lừa Hàn Toại. Chưa kể đến là sự kiện Tào Tháo hại Mã Đằng tại Hồi thứ 57. Ngoài ra, trong tác phẩm này tác giả cũng đã cho nhiều nhân vật khác nhau nhận xét về trận chiến này trong các hồi sau đó. Trong hai hồi này, một trận chiến khốc liệt, kịch tính, sinh động, hấp dẫn đã được chuyển đến người đọc. Qua cuộc chiến, tích cách, sở trường, tài năng mưu trí của các nhân vật đã được bộc lộ rất rõ nét, điển hình là Tào Tháo, Mã Siêu. Cũng qua cuộc chiến, các yếu tố của binh pháp được lồng vào làm trận chiến này có giá trị tham khảo về mặt nghệ thuật quân sự.
Trong trận chiến Đồng Quan, Tào Tháo những phẩm chất chính trị, quân sự của Tào Tháo đã được thể hiện rõ nét. Sự tỉnh táo, cơ mưu của ông làm chúng ta phải khâm phục. Đối với ông đây là một trận chiến quan trọng, then chốt, góp phần cũng nâng cao uy danh và cũng cố địa vị chính trị của Tào Tháo chính vì vậy mà Tam Quốc Diễn Nghĩa đã cho biết: "Tào Tháo từ khi đánh được Mã Siêu sinh ra kiêu ngạo, tự đắc, ngày đêm yến tiệc, ít ra đến ngoài. Chính sự triều đình đều do tướng phủ quyết định cả".
Dù đây là một thắng lợi mang tính quyết định của Tào Tháo nhưng uy dũng, thiện chiến của Mã Siêu đã làm cho Tào Tháo suýt phải mất mạng, không ít lần ông phải tháo chạy vội vã khi giáp mặt mới Tây Lương. Không ít lần ông ta phải bức xúc thốt lên: "Suýt nữa ta chết về tay thằng giặc ranh con!" hay "Thằng ranh này còn sống thì ta chưa biết chết chôn vào đâu đây!" hay "Nếu ta giết mất Tào Hồng thì hôm nay tất chết về tay Mã Siêu rồi!". Đặc biệt là tại trận chiến ở ngoài ải Đồng Quan ông đã phải "cắt râu, vứt áo" hy sinh đi bộ râu đầy kiêu hãnh của ông, đây có thể xem là một sự hổ thẹn trong cuộc đời cầm quân của ông ta
Trương Tùng sau này khi mỉa mai Tào Tháo cũng nhắc đến sự kiện cắt râu vất áo của Tào Tháo trong chiến tích "đánh đâu được đấy" của Tào Tháo khiến ông ta mất mặt, nên nổi giận và đòi chém:
"Thừa tướng đưa quân đến đâu, đánh là thắng, lấy là được. Tùng này đều đã biết. Xưa dẹp Lã Bố ở Bộc Dương, đánh Trương Tú ở Uyển Thành, trận Xích Bích gặp Chu Du, đường Hoa Dung gặp Quan Vũ, cắt râu quẳng áo ở Đồng Quan, cướp thuyền tránh tên ở Vị Thủy. Đó đều là thiên hạ vô địch cả!".
Khổng Minh sau này cũng nhắc lại: "Sáu trận đánh ở Vị Kiều, làm cho Tào Tháo phải cắt râu, quẳng áo, suýt nữa mất mạng, sức lực ấy không phải tầm thường".
La Quán Trung đã ca ngợi trận này bằng câu thơ:
Đồng Quan thua trận chạy lao đao
Mạnh Đức hồn bay quẳng áo bào.
Ngân nỗi râu ria đều cắt trụi,
Mã Siêu nổi tiếng bậc tài cao!
Chính vì vậy, trong đời cầm quân của Tào Tháo, chiến dịch Đồng Quan được xem là một trong ba chiến dịch quân sự gian khổ nhất của ông cùng với trận Xích Bích và chiến dịch Hán Trung:
Vất vả cũng như quân Xích Bích,
Gian truân nào khác trận Đồng Quan.
Qua trận Đồng Quan, mặc dù thất bại nhưng hình ảnh uy dũng của Mã Siêu vẫn được hiện lên rõ nét. Sự uy dũng, thiện chiến của ông là điều kiến chúng ta khâm phục, ông có một lối chiến đấu mạnh mẽ, thần tốc, quyết liệt của một võ tướng hạng nhất. Những lần truy kích Tào Tháo ở Đồng Quan, tập kích ở Vị Khẩu, quấy nhiễu doanh trại, giao tranh với Hứa Chử, chiến đấu ngoan cường trong trận tấn công của Tào Tháo. Ông đều một mình một ngựa xung phong chém giết các danh tướng của Tào Tháo, khiến Tháo phải hoảng sợ và bỏ chạy. Đặc biệt là ông đã nhiều phen suýt bắt được Tào Tháo khiến ông ta phải "rụng rời hồn vía", "tuột cả roi ngựa xuống đất", hay mỗi lần đối mặt với Mã Siêu ông ta đều "Thất kinh" và quay đầu chạy. Và những đối sách của ông chứng tỏ Mã Siêu cũng là một thống lĩnh tài trí chứ không đơn thuần là một vị tướng võ biền, "hữu dũng vô mưu" như nhiều người đã nhận xét về ông. Tuy vậy ông cũng được miêu tả là người hấp tấp, nóng này, đa nghi chính vì vậy mà trận chiến này thất bại nguyên nhân chủ yếu bắt nguồn từ chính ông ta.
Trận chiến này cũng là trận đánh mà Hứa Chử đã tỏ rõ oai lực của mình. Ông đã có một phen kịch chiến với Mã Siêu. Trong cuộc giao phong này, hai bên đã đấu một trận lên đến hơn hai trăm ba mươi hiệp. Trận thư hùng tay đôi giữa Mã Siêu và Hứa Chử là một trong những trận giao phong kịch tính và hấp dẫn nhất trong Tam Quốc Diễn Nghĩa.

## Trong văn hóa đại chúng
Trận Đồng Quan cũng như Tam Quốc diễn nghĩa được đến với đông đảo công chúng. Các bộ truyện tranh về thời Tam Quốc cũng miêu tả về trận chiến này. Hình ảnh Hứa Chử cởi trần chiến đấu với Mã Siêu cũng được mô tả qua nhiều bức tranh.
Ở Việt Nam thành ngữ "[bị] Tào Tháo đuổi (rượt)" (chính xác phải là Tào Tháo bị đuổi (rượt)) dùng để chỉ về một người phải chạy "trối chết" để vào nhà vệ sinh gấp phần nào xuất phát từ trận chiến này khi Tào Tháo phải chạy dài để trốn tránh trước sự truy đuổi của Mã Siêu. Trận Đồng Quan cũng được nhắc đến trong nội dung của vỡ cải lương có tên "Mã Siêu báo phụ thù" của đoàn cải lương Minh Tơ vào năm 1989, với sự góp mặt của tài tử Kim Tử Long (trong vai Đổng Thừa), Tài Linh (trong vai Lý Tiểu Oanh) Chí Linh. Vở cải lương này cũng được giới thiệu đến đông đảo công chúng và sau đó được tái bản và biểu diễn nhiều lần. 
Trong các trò chơi điện tử, trận Đồng Quan cũng được tái hiện với những diễn biến hấp dẫn, kịch tính. Người chơi có thể nắm được diễn biến của trận đấu này trong các "màn mẫu" hay lịch sử. 
Có thể kể đến là seri Game: Dynasty Warriors do hãng Kioei phát hành. Đây là thể loại game hành động nhập vai (đi cảnh). Trong Game này, trận Đồng Quan được tái hiện khi người chơi chọn màn này hay chơi thông qua các nhân vật là Ma Chao (Mã Siêu), Peng De (Bàng Đức), Cao Cao (Tào Tháo) hay Xu Chu (Hứa Chử). Trong Game, các sự kiện trong trận chiến này như Mã Siêu quyết chiến với Tào Tháo, Mã Siêu đánh với Hứa Chử, Tào Tháo vượt sông, quân Tây Lương bắt bò, ngựa hay Tào Tháo chiêu hàng Hàn Toại (Han Sui) đều được tái hiện qua những trích đoạn ngắn (Cutscenne). Ngoài ra trong Game: Dragon throne - Battle of red cliffs của Trung Quốc phát hành thì người chơi cũng có thể tham gia vào trận đánh khi chọn phe Wei (Ngụy) với màn Pacific for GuanZong.